# Liste der Baudenkmäler in Münster
Die Liste der Baudenkmäler in Münster enthält die denkmalgeschützten Bauwerke auf dem Gebiet der Stadt Münster in Nordrhein-Westfalen. Diese Baudenkmäler sind in der Denkmalliste der Stadt Münster eingetragen; Grundlage für die Aufnahme ist das Denkmalschutzgesetz Nordrhein-Westfalen (DSchG NRW).

## Baudenkmäler nach Stadtbezirken
Wegen der großen Anzahl an Baudenkmäler in Münster ist diese Liste in Teillisten für die sechs Stadtbezirke unterteilt. Da die Liste für den Stadtbezirk Münster-Mitte noch immer zu umfangreich war, wurde sie weiter in Listen für die vier Teilbereiche unterteilt.
Somit existieren folgende Listen:
1. Münster-Mitte:
  1. Liste der Baudenkmäler im Stadtteil Münster-Altstadt
  2. Liste der Baudenkmäler im Stadtteil Münster-Innenstadtring
  3. Liste der Baudenkmäler im Stadtteil Münster-Mitte-Süd
  4. Liste der Baudenkmäler im Stadtteil Münster-Mitte-Nordost
2. Liste der Baudenkmäler im Stadtbezirk Münster-West
3. Liste der Baudenkmäler im Stadtbezirk Münster-Nord
4. Liste der Baudenkmäler im Stadtbezirk Münster-Ost
5. Liste der Baudenkmäler im Stadtbezirk Münster-Süd-Ost
6. Liste der Baudenkmäler im Stadtbezirk Münster-Hiltrup